# Perch Island (Antarktika)
Perch Island (von englisch perch ‚Barsch‘) ist eine Insel der Fish Islands an der Nordseite der Holtedahl Bay vor der Graham-Küste des westantarktischen Grahamlands. Sie liegt unmittelbar vor dem Prospect Point.
Kartiert wurde sie bei der British Graham Land Expedition (1934–1937) unter der Leitung des australischen Polarforschers John Rymill. Das UK Antarctic Place-Names Committee benannte sie 1959 in Anlehnung an die Benennung der Inselgruppe, zu der sie gehört.